# 酗酒
廣義上講，任何會導致嚴重精神或身體健康問題的飲酒方式，都算是酗酒（英語：Alcoholism）。酗酒不算是種診斷的結果。這情況的診斷分類是酒精使用疾患 (依據精神疾病診斷與統計手冊第五版)，或是酒精依賴 (依據國際疾病分類第十一版)。
過量飲酒會導致所有器官系統都遭受損害，尤其會影響到大腦、心臟、肝臟、胰臟、以及免疫系統。酗酒會導致精神疾患、震顫性譫妄、韋尼克-科爾薩科夫症候群、心律不整、免疫反應受損、肝硬化、以及增加癌症風險。 懷孕期間飲酒會導致胎兒酒精症候群。女性通常比男性更易受到酒精的負面影響，主要是因為女性的體重較輕、代謝酒精的能力較低、以及體脂比例較高的緣故。對少數人，因為長期、過量的酒精濫用最終會導致認知能力受損及明顯的失智。
環境和遺傳是導致酗酒風險的兩種因素，每個因素大約各佔一半的比率。飲酒可短暫把煩躁減少，但伴隨的壓力和相關疾病（包括焦慮）反而是促成酗酒生成的關鍵因素。那些父母或兄弟姐妹中患有酒精使用疾患的人，自己罹患這種疾患的可能性比一般人要高出三到四倍，但只有少數會到達這種地步。所謂環境因素包括社會、文化、以及行為的影響。高壓力和焦慮，以及酒精的價格便宜和容易取得，都會把風險提高。人們可能會為避免或是降低酒精戒斷症狀的影響而繼續喝酒。當人們停止飲酒後，可能會經歷低度的酒精戒斷症狀，持續幾個月的時間。醫學上，酗酒被認為是種身體及精神的疾病。為檢測可能的酗酒問題，通常會用問卷方式進行。然後收集更多的資料來把診斷確認。透過減少人們的壓力和焦慮可預防酗酒的發生。也可透過管制和限制酒精的銷售（特別是針對未成年人）、徵收酒類稅捐以提高售價、以及提供教育和治療。美國曾推動過全國性禁酒（從1920年至1933年），禁止釀造、運輸和銷售含酒精飲料，但終未成功，而此禁酒令在1933年底遭到取消。
治療酒精中毒的方法有多種。由於酒精戒斷症狀可能會產生醫療問題，在做酒精解毒時應謹慎從事。一種常見的方式是使用苯二氮䓬類藥物（例如地西泮）。可在入院治療時服用，也可在非住院情況下服用。如阿坎酸、雙硫侖、或那曲酮等藥物也可用於幫助患者戒酒。精神疾病或其他成癮狀況會使治療複雜化。目前已有各種形式的個人或團體治療法，或是利用互助團體來協助患者，避免他們重回酗酒。在互助團體中有匿名戒酒會，但其有效性存有爭議。
世界衛生組織（WHO）估計，截至2016 年，全球有3.8億人有酗酒的問題（佔年齡15歲以上人口的5.1%）。截至2015年，美國約有1,700萬成年人(7%) 和70萬年齡介於12至17歲之間的人(2.8%)有此種問題。酗酒問題通常發生在男性和年輕人身上。從地理上看，這種問題在非洲最少見（佔人口的1.1%），而在東歐的比率最高（11%）。2013年，直接因為酒精中毒而死亡的人數為139,000人，高於1990年的112,000人。據信全球在2016年共有300萬人（佔所有死亡人數的5.3%）因飲酒問題而死亡。
酗酒會讓個人的預期壽命縮短大約十年。許多用語，有些帶有辱罵的性質，有些則為非正式用法，被用來指那些受到酒精中毒影響的人；例如tippler、drunkard、dipsomaniac(間發性酒狂)、和souse，都可翻譯為“酒鬼”。WHO在1979年因為“alcoholism”的含義不夠精確，而建議以“酒精依賴症候群（alcohol dependence syndrome）”來取代。

## 體徵和症狀
酒精依賴的風險由小量飲酒開始，並隨著酒量的增加，和偶爾更大量的飲酒直至酩酊大醉（這種飲法有時被稱為“暴飲”。

### 長期濫用

長期喝酒會影響到的人體器官系統。此外，婦女在懷孕期間飲酒，可能會造成胎兒酒精症候群的後果。

酗酒者的特點是他們的身體對酒精耐受性會增加 - 表示個人可喝更多的酒 - 以及身體對酒精產生依賴，而使得個人很難控制自己的酒精攝取量。有了酒精依賴，會導致個人有非常強烈的飲酒衝動。這些特徵會讓罹患者無法停止飲酒。酗酒會對心理健康產生負面影響，導致精神障礙，同時增加自殺的風險。在酗酒者身上常可看到抑鬱的症狀。 (DSM-5) or alcohol dependence (ICD-11).

### 警告信號
因酗酒而發生的警告信號包括飲酒量增加、以及頻繁醉酒、專注於飲酒而不從事其他活動、會承諾戒酒但無法兌現、無法記住飲酒時所說或所做的事（通俗的說法是“酒後失憶（blackouts）”）、因飲酒導致的性格改變、否認飲酒或是為飲酒找藉口、不承認自己過度飲酒、工作上或學校裡的表現不佳或其他問題、對個人外表或整潔失去興趣、婚姻和經濟問題、以及發生健康問題（包括食慾不振、呼吸道感染、或是焦慮增加）。

#### 對於身體

##### 短期影響
飲酒讓血液酒精濃度 (BAC) 達到0.03-0.12%的時候，通常會讓整體情緒改善，以及可能產生欣快的感覺、自信和社交能力增加、焦慮減少、臉紅反應、和判斷力及肌肉精細協調力受到妨礙。BAC增加到0.09%至0.25%的時候，會導致嗜睡、鎮靜、有平衡問題、和視力模糊。當BAC到達0.18%至0.30%的程度時，會導致極度混亂、言語障礙（例如口齒不清）、步態蹣跚、頭暈、和嘔吐。到0.25%至0.40%的時候，會導致木僵、意識不清、順行性遺忘、嘔吐（失去知覺時因吸入嘔吐物，會因導致吸入性肺炎而死亡）、和換氣不足（呼吸抑制，可能會危及生命）。濃度增加到0.35%到0.80%時會導致昏迷（意識不清）、危及生命的呼吸抑制、以及可能致命的酒精中毒。飲用酒精飲料後，在駕駛機動車輛、開飛機、或是操作重型機械都會增加發生事故的風險；對於酒後駕駛，許多國家均會給予處罰。

##### 長期影響
女性每天喝超過一份（英國的一份相當於10毫升純乙醇）），或男性每天喝兩份酒精，都會增加罹患心臟病、高血壓、心房顫動、以及中風的風險。暴飲的風險更大，也會導致暴力或事故的發生。而酒精使用是導致美國過早死亡的第三大原因。從來沒有專業的醫學協會會建議不飲酒的人該開始飲酒。長期濫用酒精會導致許多身體症狀發生，包括肝硬化、胰臟炎、癲癇、多發性神經病變、韋尼克-科爾薩科夫症候群、心臟病、營養缺乏、胃及十二指腸潰瘍、和性功能障礙，這些最終可能都會致命。其他對身體的影響包括罹患心血管疾病、吸收不良、酒精性肝病、還有和幾種癌症的風險會增加。持續飲酒會同時損害中樞神經系統和周圍神經系統。可能會導致廣泛的免疫缺陷，除一般所知的容易受到意外傷害之外，還可能會有一般性骨骼脆弱狀況，而容易發生骨折。
有酒精依賴的女性比男性更快出現長期併發症狀。此外，酗酒女性的死亡率高於男性。長期併發症包括有腦、心臟、和肝損傷，以及罹患乳癌的風險增加。此外，有證據顯示長期大量飲酒會對女性的生殖系統產生負面影響。會導致生殖功能障礙，例如不排卵、卵巢體積減少、月經週期出現問題或不規律、以及更年期提前發生。對於長期濫用酒精，且近期有暴飲史的人，可能會發生酒精性酮酸中毒。不同的性別，有不同的代謝酒精，及處理酒精影響的能力。對於攝入等量酒精的男性和女性，通常是女性的血液酒精濃度會較高，因為女性的體重通常較低，體脂百分比較高，因此酒精的分佈容量會低於男性。

##### 精神病學
長期濫用酒精會導致廣泛的心理健康問題發生。很常見的是嚴重的認知問題；大約有10%的失智症與飲酒有關，讓酒精成為導致失智症的第二大原因。過量飲酒會導致腦損傷，長期而言，對於心理健康會產生日漸增大的影響。由於酒精的神經毒性會對大腦（尤其對前額葉皮質）產生作用，酗酒者的社交技能會顯著的受到損害。 受酒精使用疾患影響到的社交技能包括感知面部情緒表達、韻律（即說話者語言透露的情緒）、感知問題、和心智理論方面的缺陷；有酒精濫用問題的人對幽默的理解能力也會受損。有酒精使用疾患的人之中罹患精神疾患很常見，其中有多達25%的人症狀屬於嚴重類型。精神症狀中最普遍的是焦慮症和抑鬱症。在酒精戒斷症狀初期，精神症狀通常會惡化，但通常會因持續戒酒而改善或是消失。精神症、混餚、和器質性腦症候群可能是由酒精濫用所引起，這可能會導致誤診為精神分裂症。長期濫用酒精會直接導致恐慌症的發生或是惡化。
重度抑鬱和酗酒同時發生有翔實的記錄可查。在那些有共病症的患者中，抑鬱發作通常可分為因戒酒而發生（“物質誘發”），還有原發性，並非因戒酒而發生（“獨立”發作）。除酒精之外，額外使用到其他藥物可能會增加罹患抑鬱症的風險。精神障礙的發生因性別而異。患有酒精使用疾患的女性通常同時患有精神疾病，例如重度抑鬱、焦慮症、恐慌症、神經性爆食症、創傷後壓力症候群 (PTSD) 、或邊緣性人格障礙。患有酒精使用疾患的男性通常會同時患有自戀型人格疾患或反社會人格障礙、躁鬱症、精神分裂症、衝動控制障礙、或注意力不足過動症 (ADHD)。
與一般的女性相比，患有酒精使用疾患的女性更容易遭到身體侵犯或是性侵犯、虐待、和家庭暴力，反過來，這又可能導致更多的精神障礙和酒精依賴發生。

##### 社會影響
酒精使用疾患會引起嚴重的社會問題；這些困境是由大腦的病理變化和酒精中毒所引起。酒精濫用會增加刑事罪行發生，包括虐待兒童、家庭暴力、強姦、入室盜竊、和攻擊他人等風險。酗酒與遭受解僱（而產生財務問題）有關聯。在不恰當的時間飲酒，和在缺乏判斷力而做出的行為，可能會導致觸犯法律的後果，例如酒後駕駛、違反公共秩序，或發生侵權行為而受到民事處罰。酗酒者在醉酒時發生的行為以及精神障礙會對其周圍的人造成深遠的影響，而造成與家人和朋友間的疏離。這種疏離情況會導致關係疾患以及離婚，或導致家庭暴力。酗酒還會導致兒童忽視，從而對有使用疾患患者的子女，在他們的情緒發展上造成長遠的傷害。出於這種原因，有使用疾患患者的子女可能會出現許多情緒上的問題。例如，子女會因父母不穩定的情緒，而心生恐懼。而子女可能因自己無力將父母從酗酒中解救，而心生羞恥感，繼而產生自我形象問題，導致抑鬱的發生。

### 酒精戒斷症狀

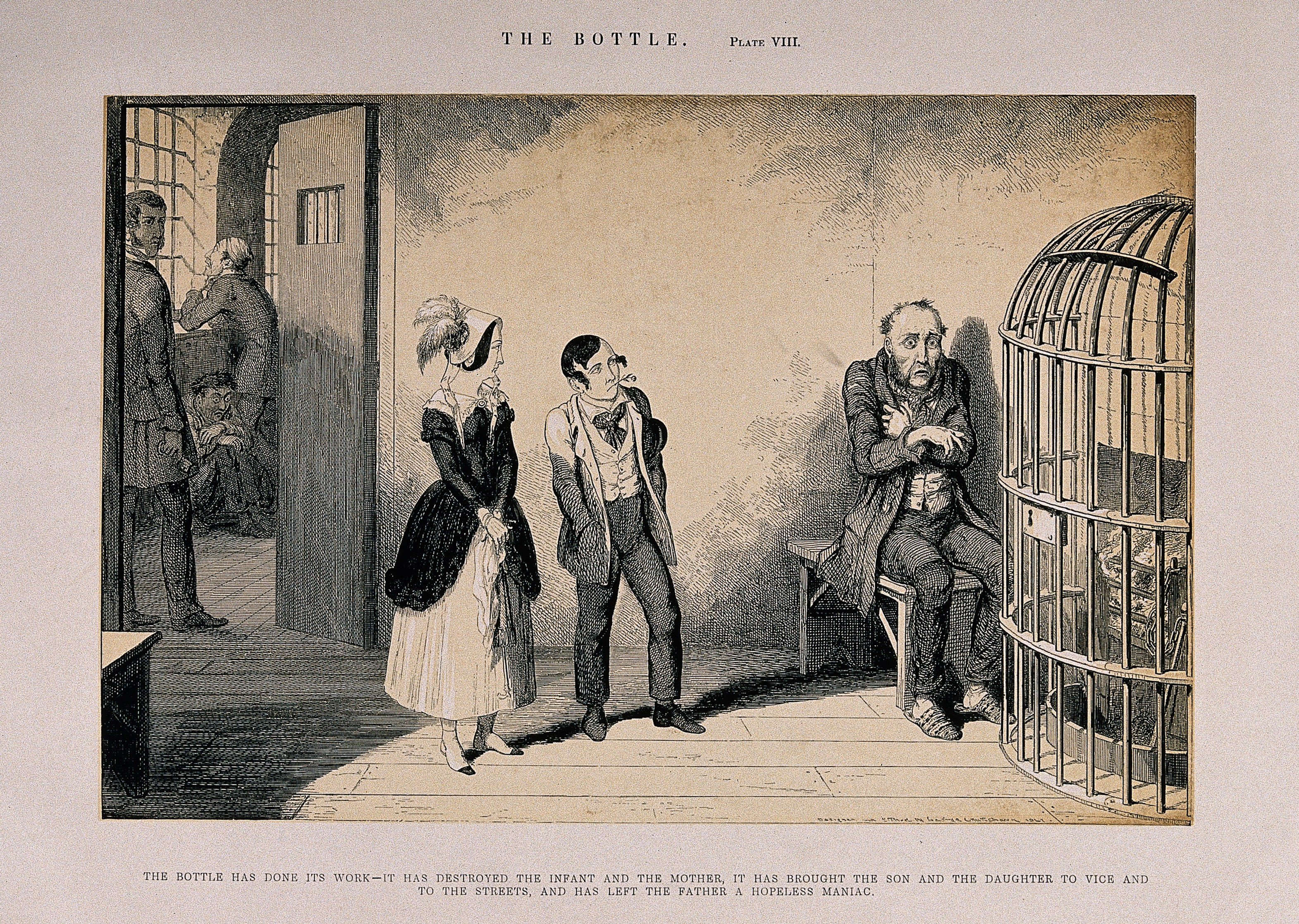
英國畫家喬治·克魯克香克蝕刻版畫作品“瓶中物”系列，8張中的第8張，（1847年）。

因為酒精依賴而產生的戒斷症狀，與具有鎮靜催眠機制的類似物質（例如巴比妥類藥物和苯二氮䓬類藥物）一樣，如果處理不當，可能會發生致命的結果。酒精的主要作用是增加對GABAA受體的刺激，造成對於中樞神經系統產生抑制。反復大量飲酒之後，這些受體會脫敏並減少數量，導致耐受性和身體依賴同時增加。但當這樣過度飲酒的方式突然停止時，飲者的神經系統就會遭受無法控制的突觸放電。而會導致包括焦慮、危及生命的癲癇發作、震顫性譫妄、幻覺、顫抖、甚至可能包括有心臟衰竭在內的症狀發生。影響還涉及到其他神經遞質系統，尤其是對多巴胺、N-甲基-D-天冬氨酸、和穀氨酸。
嚴重的急性戒斷症狀，例如震顫性譫妄和癲癇發作，通常較少在戒酒1週後發生。急性戒斷症狀期間大致定義為持續一到三週。在戒酒後的3-6週內，發生焦慮、抑鬱、疲勞、以及睡眠障礙的情況很常見。在其他動物模型的實驗中也可觀察到有酒精依賴的動物會發生類似的急性戒斷症狀。
酒精使用障礙患者也會出現點燃效應，每次戒斷症狀都比上次的發作更為嚴重；這是由於患者在戒酒之後，重新接觸酒精所導致的神經適應。曾經歷多次戒斷發作的個體與過去沒有酒精戒斷史的酒精依賴者相比，在戒酒過程中更易發生癲癇發作並經歷更嚴重的焦慮。點燃效應導致大腦神經迴路和基因表現持續性的功能變化。點燃也會加劇酒精戒斷發作者的心理症狀。有些決策工具和問卷可用以協助醫生進行戒酒情況的評估。例如，臨床機構酒精戒斷評估修訂版（CIWA-Ar）把酒精戒斷症狀客觀化，以引導治療決策，而能從事有效的訪談，同時保有臨床的實用性、有效性、和可靠性，確保對可能面臨死亡風險的戒斷症狀患者提供適當的護理。

## 原因

精神健康作為酒精依賴，或是酒精濫用的危險因子。圖表中的數字表示有精神疾患者，比無疾患者可能發生的倍數。

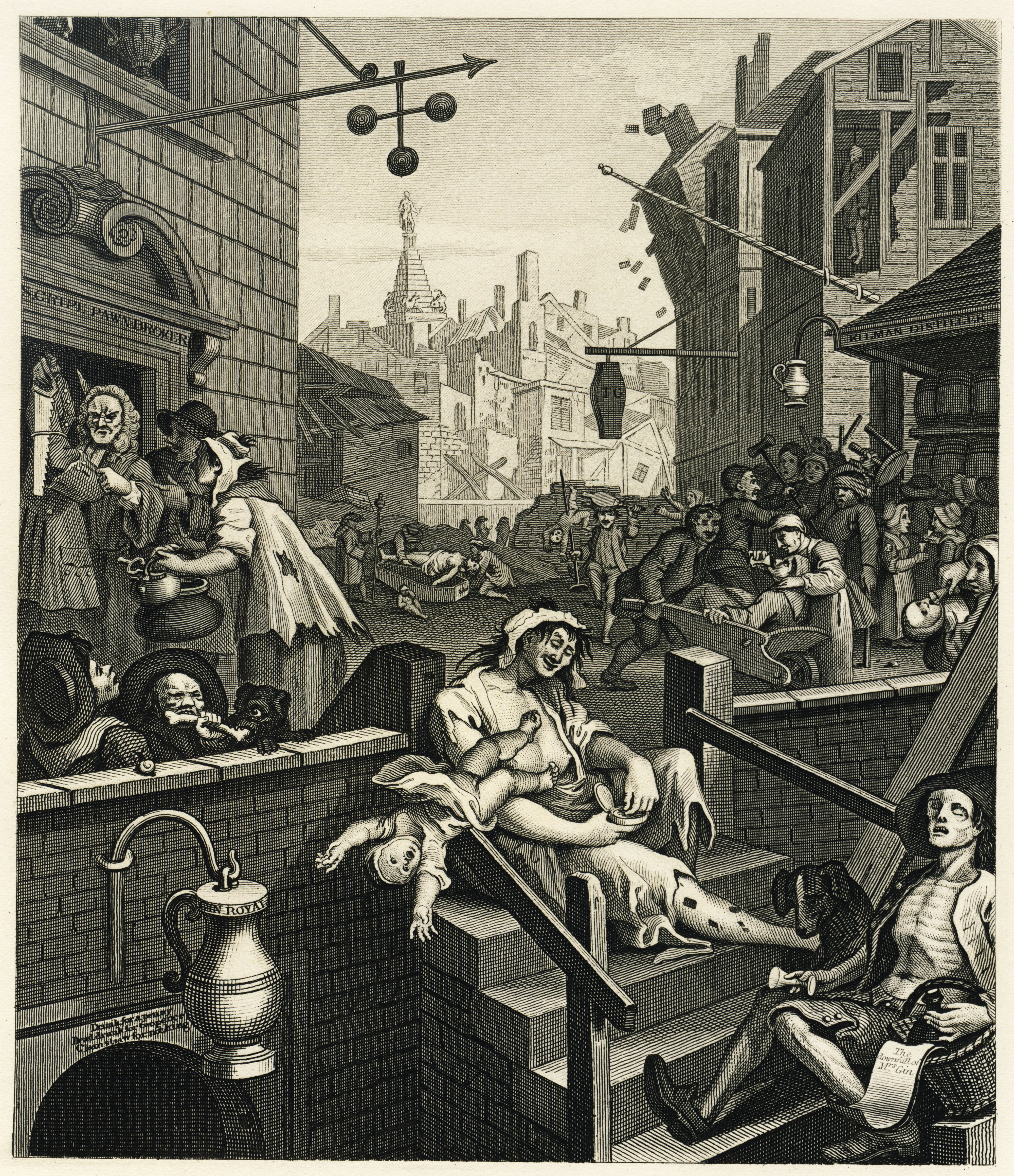
英國畫家及漫畫家威廉·賀加斯1751年所繪，有關工業革命初期所發生的琴酒之亂現象（請參考啤酒街與琴酒巷）。

由遺傳和環境因素構成的複雜組合對於產生酗酒行為的風險發生影響。與酒精代謝有關的基因也會影響酗酒發生的風險，有酗酒者的家族遺傳也會有影響。有可信的證據顯示，年輕時期開始飲酒會影響基因表現，而增加酒精依賴風險。這些在遺傳和表觀遺傳的研究結果與大型縱向人群研究的結果一致，即開始飲酒的年齡越小，罹患終生酒精依賴的機率越高。嚴重的童年心理創傷也與一般藥物依賴風險的增加有關聯。缺乏同儕和家庭的支持與酗酒風險增加有關聯。遺傳和青春期對長期酒精濫用的神經毒性作用的敏感性增加有關聯。由於神經毒性作用導致的大腦皮質退化會增加衝動的行為，這可能促使酒精使用疾患的發展、持續、和嚴重程度。有證據顯示，戒酒至少可把酒精引起的中樞神經系統損傷做部分逆轉。使用大麻與日後的酒精使用問題有關聯。飲酒與日後吸菸和使用非法藥物（例如大麻）的可能性增加有關聯。

### 取得
酒精是最易取得、被廣泛消費，以及受到最廣泛濫用的娛樂性用藥。單獨啤酒一項是世界上消費最為廣泛的酒類飲料；在所有飲料中的排名僅次於飲用水和茶。有人認為啤酒是世上最古老的發酵飲料。

### 性別差異
根據美國美國物質濫用與精神健康管理署（SAMHSA）所發布2004年-2005年全國藥物使用與健康調查（National Surveys on Drug Use & Health）的綜合數據，12歲或以上群組的上一年酒精依賴或濫用的比例因患者飲用酒精的水平而異：在過去一個月，重度飲酒者中所佔的比例為44.7% 、暴飲者中所佔的比率為18.5%、非暴飲者所佔的比率為3.8%，而在過去一個月未飲酒的人中有1.3%是符合過去一年中有酒精依賴或是濫用的標準。在過去一個月的所有飲酒指標中，男性比率均高於女性：任何飲酒（男性57.5%對女性45%）、暴飲（30.8%對15.1%）、和重度飲酒（10.5%對3.3%），而在過去一年，男性達到酒精依賴或濫用標準的可能性是女性的兩倍（10.5%對5.1%）。

### 遺傳變異
請參考英文版中Genetic factors部分
會影響到酗酒風險的遺傳因素各有不同。 有些變異會在具有特定地域血統的人群中較為常見，例如非洲、東亞、中東、和歐洲。會產生最強影響的變異是存在酒精代謝的主要酶 - ADH1B和ALDH2的基因編碼中。這些遺傳因素會影響到飲者代謝酒精，及乙醛（酒精的初始代謝物）的速度。這類基因編碼的變異陸續在世界各地的人身上被發現。醇脫氫酶等位基因ADH1B*2會以較快的速率把酒精代謝為乙醛，並降低酒精中毒的風險；這種基因編碼在東亞和中東的人群中最為常見。醛脫氫酶等位基因ADH1B*3也會導致較快的酒精代謝速率。這種等位基因ADH1B*3僅存在一些非洲人後裔和某些美洲原住民部落的人群中。具有這種等位基因的非裔美國人和美洲原住民罹患酗酒的風險較低。然而美洲原住民的酗酒情況卻明顯高於平均水準。有其他風險因素，如文化環境影響（例如心理創傷）被用來解釋這種現象的發生原因。醛脫氫酶等位基因ALDH2*2大幅降低乙醛被轉化為乙酸的速度；也大幅降低酗酒的風險。
一項對超過100,000人所做的全基因組關聯（GWAS）分析找出KLB基因的變體，這種基因編碼跨膜蛋白β-克洛素，與酒精攝取有高度的關聯。β-克洛素是種激素的細胞表面受體基本元素，與調節單醣和酒精胃口相關。有項GWAS分析發現酒精飲用和酒精依賴在遺傳學上有差異，但兩者在某種程度上卻有關聯。

## 教養方式
如上所言，嚴重的童年心理創傷也與一般藥物依賴風險的增加有關聯。缺乏同儕和家庭的支持與酗酒風險增加有關聯；然而在此之外，研究指出，父母的教養方式對酗酒行為也可能有影響，且溺愛式教養在這方面對子女的負面影響，甚至超過專制式教養。一项2014年来自楊百翰大學的研究表明如下結論：
- 最不会酗酒的青少年其父母在责任和热切方面得分较高。
- 在责任方面得分较低，但在热切方面得分较高的“纵容式”父母几乎将孩子酗酒的风险翻了三倍。
- “严厉式”父母或专制式父母（在责任方面得分较高，但在热切方面得分较低）将孩子酗酒的风险翻了两倍多。[94]

總地而言，至少在酗酒行為方面，溺爱式教養對子女的負面影響最大，但過於嚴厲專制的父母其教養方式對子女也有顯著的負面影響。

## 診斷

### 定義

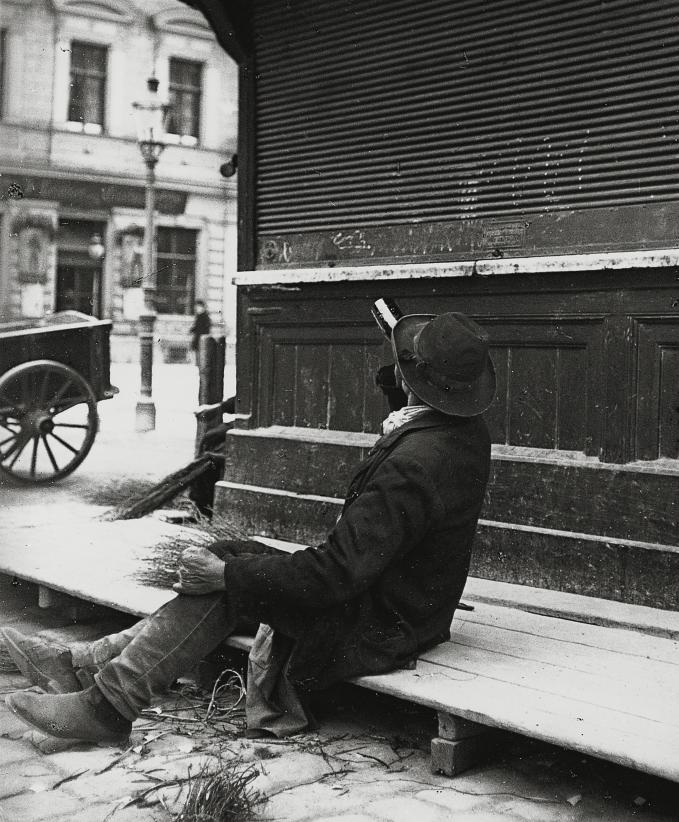
一位男性坐在木板路上就酒瓶喝酒（約1905年-1914年），奧地利攝影家埃米爾·邁耶作品。

“亂用”、“不當使用”、“濫用”、和“重度”使用酒精，都指的是不當飲用酒精，會對飲酒者造成身體、社會、或道德上的損害。由美國農業部和美國衛生及公共服務部合作提出的美國人飲食指南（The Dietary Guidelines for Americans）把“適度使用”定義為男性每天不超過兩份酒精飲料，女性每天不超過一份酒精飲料。美國國家酒精濫用和酗酒研究所(NIAAA)把暴飲定義為血液酒精濃度(BAC）達到0.08的水準，對於大多數成年人來說，在兩個小時內，男性喝五份酒或女性喝四份酒即可達到這種酒精濃度。根據NIAAA，如果男性每週飲酒超過14份（標準份量）或是每天4份，則會面臨與酒精有關的風險，而女性如果每週飲酒超過7份或是每天3份，則會面臨風險。所謂美國“份”的酒精標準份量定義為一瓶12盎司的啤酒、一杯5盎司的葡萄酒、或是1.5盎司的蒸餾酒。雖然有這種風險，美國2014年的全國藥物使用與健康調查發現，根據調查所定義的“重度飲酒者”或“暴飲者”中，只有10%符合酒精依賴的標準，只有1.3%的非暴飲者符合酒精依賴的標準。從這項研究中得出的結論是，在多數情況下，利用循證策略和臨床預防服務就可有效地減少暴飲，而無需進行成癮治療。

#### 酗酒
酗酒這個名詞在外行人中常用到，但定義不夠明確。雖說這個名詞的不夠精確，但人們也嘗試當遇到酗酒的情況時該如何解釋。美國國家酗酒和藥物依賴委員會(NCADD)和美國成癮醫學協會（ASAM）將其定義為“一種主要的慢性病，特徵是對飲酒無節制力、對酒精的沉迷、不顧飲酒後的不良後果，以及心思受到蒙蔽。”醫學主題詞（MeSH）在1999年就把“酗酒（alcoholism）”的條目加入，引用的是前述1992年的定義。
WHO稱酗酒為“一個長期使用且包含多種含義的名詞”，1979年的WHO專家委員會建議不繼續使用這個名詞。
在專業和研究背景下，“酗酒”的名稱目前並不受歡迎，而採用的是酒精濫用、酒精依賴、或是酒精使用疾患。

#### DSM和ICD
在美國，最常見的物質使用疾患診斷指南是精神疾病診斷和統計手冊(DSM)，而大多數國家則使用國際疾病分類第十版(ICD)做診斷（以及其他）目的。這兩本手冊對於酒精問題，使用相似但不相同的命名法作分類。
| 手冊                                   | 命名法                                         | 定義 |
| -------------------------------------- | ---------------------------------------------- | --- |
| 精神疾病診斷和統計手冊第四版（DSM-IV） | 酒精濫用，或酒精依賴                           | - 酒精濫用 - 不顧持續出現的負面結果仍持續飲用。 - 酒精依賴 - “酒精濫用”伴隨藥物耐受性、藥物戒斷、以及無法控制的飲酒渴望。“酗酒（alcoholism）”在1980年代的DSM第三版分為酒精濫用及酒精依賴兩項。在1987年的DSM第三版修正版把行為體徵的部分從“濫用”部分移入“依賴”部分。 有學者建議在DSM第五版把酒精濫用及酒精依賴合併為單一項目，重新命名為“酒精使用疾患”。                                                                               |
| 精神疾病診斷和統計手冊第五版（DSM-5）  | 酒精使用疾患                                   | “有問題的酒精使用模式，導致顯著的臨床性損害或是不適，在為期12個月的期間，就12項的症狀中至少出現過2項.....” |
| 國際疾病分類第十版（ICD-10）           | 有害的酒精使用，或是酒精依賴症候群             | 定義與DSM-IV相同。WHO以“酒精依賴症候群來”取代“酗酒”。在1992年的ICD第十版中使用“有害的使用”的觀念（相對於“濫用”）是要凸顯縱然未發生依賴，而較少受到報告，卻仍會產生的害處。酗酒（alcoholism）的名詞由ICD-8/ICDA-8/ICD-9中移除。 |
| 國際疾病分類第十一版                   | 有害酒精使用發作，有害使用酒精形態，或酒精依賴 | - “有害酒精使用發作” - “單次酒精使用發作，對使用者的身體或精神產生傷害，或是飲者此種行為導致別人的傷害....” - “有害使用酒精形態” - “使用酒精的形態，對使用者的身體或精神產生傷害，或是飲者此種行為導致別人的傷害....” - “酒精依賴” - “酒精依賴是因為經常，或是持續飲用酒精，而喪失規範飲酒能力的疾患。特徵是有強烈的飲酒慾望...此樣特性明顯出現為期至少12個月，或是每天（或幾乎每天）持續飲酒長達一個月，均會被診斷為罹患有酒精依賴。 |

### 社會障礙
社會的態度和刻板印象會讓酒精使用疾患的發掘以及治療構成障礙。而且拿女性與男性相比，對於女性的障礙更為真實。由於女性會害怕自己受到污名化，而會否認自己患有某種疾病，因此把自己的飲酒情況隱瞞，而採獨自飲酒的方式。這種模式會讓女性的家人、醫生、和其他人不太可能懷疑到他們所認識的人會罹患酒精使用疾患。相較之下，由於男性對於污名的恐懼沒那麼嚴重，而會讓他們承認自己患有某種疾病，把他們的飲酒情況公開披露，以及會聚眾飲酒。這種模式反而會導致家人、醫生和其他人更會懷疑他們認識的此人即是患有酒精使用疾患的人。

### 篩檢
凡年紀到18歲以上的人，都被建議參與篩檢。用來檢測酒精使用失控的工具有幾種。這些工具大多是自我報告形式的問卷。另一個常見的形式是利用打分數或計數的方式以計算出酒精使用的嚴重程度。
CAGE問巻（CAGE）即為其中一例，可在醫生辦公室內做快速篩檢。
如果受到篩檢的人給予兩個“是”的回答，則表明應此人需做進一步的調查。
問卷詢問的問題如下：
1.   1. 你有沒有覺得你需要減少飲酒？（減少的英文第一個字母為C）
  2. 有沒有人因為批評你飲酒而把你惹惱？（惹惱的英文第一個字母為A）
  3. 你有沒有因為自己喝酒而感到內疚？（內疚的英文第一個字母為G）
  4. 你有沒有覺得你早上第一件事就是需要喝一杯（喚醒酒）來穩定你的神經或擺脫宿醉？（這邊的喚醒酒以Eye-opener來表達，第一個英文字母為E）

四個英文字首即組成CAGE。
CAGE問卷在檢測與酒精有關的問題方面很有效果；然而，這種方法用在相關問題不太嚴重的人、白人女性、以及大學生的時候則有局限性。
有些其他偶爾會用到的測試方法，例如酒精依賴數據問卷，這種診斷測試比CAGE問卷更為精細。有助於把罹患酒精依賴與重度飲酒的診斷做區分。密歇根州酒精篩檢測試(MAST)是種受到法院廣泛採用的工具，用於因酒精相關罪行而被定罪的人（酒後駕駛最為常見）做適當量刑之用。酒精使用疾患測試（AUDIT）是種由WHO開發的問卷，其獨特之處在於這種問卷已在六個國家/地區得到核准，並在國際上使用。測試AUDIT與CAGE問卷一樣，使用一組簡單的問題 - 分數越高則需做更進一步的調查。帕丁頓酒精測試(PAT)則用在被送入急診室的患者身上，以篩選與酒精相關的問題。這種測試與AUDIT問卷非常吻合，但是用的頻率只有AUDIT問卷的五分之。

### 尿液和血液檢測
測試酒精使用有可靠的測試方法，其中常見的是血液酒精濃度(BAC)檢測。這些測試並無法把有酒精使用疾患和沒有的人區分；然而，長期大量飲酒確實會對身體產生一些明顯的影響，包括：
- 巨紅血球症（英语：Macrocytosis）（平均紅細胞體積增大）
- γ-穀氨酰轉肽酶數量升高
- 天冬氨酸氨基轉移酶（AST）和谷丙轉氨酶（ALT）中度升高，AST: AL比率為 2:1
- 缺醣型運鐵蛋白（英语：carbohydrate-deficient transferrin）(CDT)升高

對於酗酒，BAC有助於判別酒精耐受性，而酒精耐受性反過來又是酗酒的表徵。電解質和酸鹼平衡的失調，包括低血鉀、低鎂血症、低鈉血症、高尿酸血症、代謝性酸中毒、和呼吸性鹼中毒，在酒精使用疾患患者身上很常見。
然而這些透過驗血以取得生物標誌物的檢測方式都沒有篩檢問卷那麼有效。

## 預防
WHO、歐盟和其他區域組織、各國政府和議會都制定酒精政策，以減少酗酒的危害。把容易遭到濫用的合法藥物（例如酒精）的購買年齡提高，禁止或限制酒精飲料的廣告是減少尤其是青少年和年輕人飲酒的常用方法。也建議在大眾媒體上辦理可信的，循證的教育活動，說明使用酒精的負面影響。還建議為父母提供指導方針，以防止青少年濫用酒精，以及為有心理健康問題的年輕人提供協助。

## 治療
因為酗酒本身有多種面向，治療方法各有不同。那些把酗酒作為一種醫學病症或是疾病來對待的人，所推薦的各種治療方法，和把這種狀況作為一種患者的社會選擇，而提供的治療方式將會不同。大多數的治療均側重於協助人們停止飲酒，隨後進行生活訓練和/或給予社會支持，以幫助他們抗拒重新使用酒精。由於構成酗酒的因素種類繁多，因此必須把所有的因素予以解決才能成功防止復發。這種治療的其中一例是先排毒，然後給予支持療法、患者參加自助小組、以及不斷產生應對機制。許多酗酒治療團體都支持戒酒要採用零容忍的方式；而有些人則傾向採用減害的方式。

### 戒酒
戒酒（即酒精解毒）對於酒精依賴患者的治療過程，通常會伴隨使用替代藥物，例如苯二氮䓬類藥物，這類藥物的作用類似於酒精，以防止酒精戒斷症狀發生。有輕度至中度戒斷症狀風險的個人可用門診方式進行治療。有嚴重風險的患者及有嚴重或急性症候群的患者則以住院方式進行治療。直接治療之後，再採用酒精依賴或酒精使用疾患的治療計劃，以降低復發的風險。戒斷症狀所產生的例如情緒低落和焦慮，可能需要數週或數月才能消退，而其他症狀由於持續的神經適應問題而會延續更長的時間。酗酒對大腦功能會產生嚴重的負面影響；平均而言，長期濫用酒精所導致的認知缺陷，需要戒酒長達一年的時間才能恢復。

### 心理方面

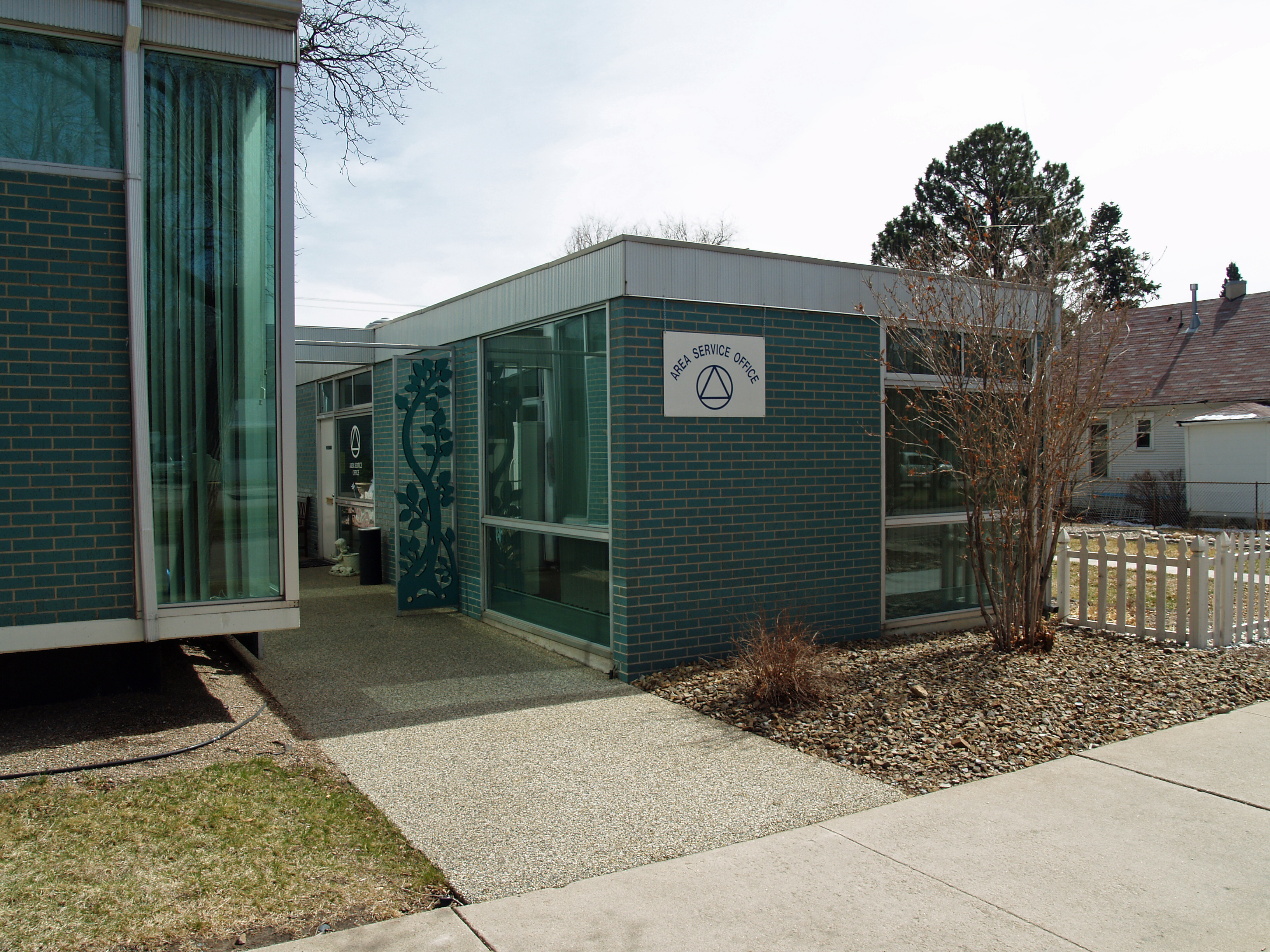
一處匿名戒酒會的地區服務中心。

可使用各式的團體心理治療來嘗試解決與酗酒有關的潛在心理問題，以及提供技能以預防復發。互助小組諮詢是種試圖防止復發的方法。匿名戒酒會是最早成立的提供相互、但非專業諮詢的組織中的一種，但其有效性存有討論空間。其他的互助團體有LifeRing Secular Recovery、SMART Recovery、Women for Sobriety、以及Secular Organizations for Sobriety。匿名戒酒會和十二步項目似乎比認知行為療法或禁酒較為有效。

### 適量飲酒
諸如適度管理和澳大利亞的DrinkWise之類的定量和適度計劃並不強制完全禁酒。雖然大多數罹患酒精使用疾患的人無法從這些方式達成限制飲酒的目的，但卻有人會達成適度飲酒的程度。美國國家酒精濫用和酗酒研究所(NIAAA)在2002年發表的一項研究報告顯示，一年多前被診斷為酒精依賴的人中有17.7%恢復低風險飲酒。這組人會顯示較少的早期依賴症狀。
一項後續研究把在2001年-2002年被判斷為緩解的同一批受試者，檢查他們在2004年-2005年發生問題飲酒的復發率。研究發現禁酒是這批人從酒癮中取得緩解最穩定的方式。還有一項在1973年所做的研究顯示，長期酗酒者會再度適度飲酒，而在1982年的隨訪顯示，有95%的受試者無法維持長期的適度飲酒。另一項研究是針對對兩組酗酒者的長期（60年）隨訪，得出的結論是“回復到有節制的飲酒很少能持續超過十年，或者就是復發，或者就演變成完全戒酒。”透過網際網路提供的干預措施
至少在短期內似乎能發揮效果。

### 藥物治療
在美國有四種批准的治療酗酒用的藥物：阿坎酸，兩種使用那曲酮和雙硫侖的方法。
- 阿坎酸可通過拮抗谷氨酸的作用來穩定因為酒精依賴而改變的大腦化學物質，谷氨酸是種在急性戒斷後症候群中過度活躍的神經遞質。[137]通過減少酒精戒斷開始時發生的過度NMDA活性，阿坎酸可減少或預防酒精戒斷症狀相關的神經毒性。[138]阿坎酸可把酒精依賴者的復發風險降低。[139][140]
- 那曲酮是阿片樣肽受體的競爭性拮抗劑（請參考受體拮抗劑英文版的#Competitive部分），可有效的阻斷內啡肽和鴉片類藥物的作用。那曲酮用於減少對酒精的渴望而讓戒酒容易進行。酒精會讓人體釋放內啡肽，繼而釋放多巴胺，而激活獎勵途徑；因此，那曲酮有降低飲酒帶來愉悅感的作用。[141]有證據支持這種藥物可把酒精依賴者復發的風險降低，以及降低過度飲酒。[140]納美芬（英语：Nalmefen）似乎也很有效，能發揮類似的作用。[140]
- 有種被稱為辛克萊方法（Sinclair method）的治療方式，也採用那曲酮或其他阿片類藥物拮抗劑（英语：opioid antagonist）做治療，讓患者在飲酒前一小時服用藥物，之後再飲酒。[142][143]藥物把乙醇的正增強作用阻斷（請參考增強#增強的類型），理論上患者會停止飲酒或減少飲酒。[143]
- 雙硫侖可阻止乙醛的代謝，乙醛是人體分解乙醇時產生的化學物質。乙醛就是飲酒會導致宿醉的原因。攝入酒精後會發生宿醉，整體效果甚為不舒服：一種極其快速且持久的不舒服感覺。

有其他幾種藥物也被採用，也有許多藥物正被研究中。
- 苯二氮䓬類藥物雖可用於治療急性酒精戒斷症狀，但如長期使用會導致更糟的結果。長期利用苯二氮䓬類藥物治療酗酒者的成功率低於未利用這類藥物的患者。這類藥物通常用於治療酗酒者的失眠或是焦慮症。[144]使用苯二氮䓬類藥物或鎮靜催眠藥做治療用，患者中有很高的復發率，一位研究者報告說，超過四分之一的患者在服用鎮靜催眠藥後會復發。那些長期使用苯二氮䓬類藥物的人不應迅速停止飲酒，因為這樣可能會出現嚴重的焦慮和恐慌，這是已知會導致酒精使用疾患復發的危險因素。目前發現採用為期6-12個月的減量方案最佳，可把戒斷症狀的強度降低。[145][146]

- 氰胺化鈣的作用與雙硫侖相同；氰胺化鈣的優點是不像雙硫侖，不會產生肝毒性和嗜睡的情況。[147]
- 昂丹司瓊和托吡酯在具有某些遺傳基因的人身上得到初步的正面證據。[148][149]昂丹司瓊的證據來自初開始酗酒者身上。[148]托吡酯是天然的單醣D-果糖的衍生物。評論文章把托吡酯在治療酒精使用疾患方面，描述為顯示出“令人鼓舞”、[148]“有希望”、[148]“有效”、[150]但證據尚“不足”。[151]

根據證據，並不支持使用選擇性5-羥色胺再攝取抑制劑(SSRIs)、三環類抗抑鬱藥 (TCAs)、抗精神病藥、或加巴噴丁。

### 雙重成癮和依賴
酗酒者也可能有其他精神藥物成癮和物質依賴的問題，而需要治療。最常見的雙重依賴症候群是酒精依賴加上苯二氮䓬依賴，研究顯示10-20%的酒精依賴者有依賴和/或濫用苯二氮䓬類藥物（如地西泮或氯硝西泮）的問題。這些藥物是鎮靜劑，和酒精一樣。苯二氮䓬類藥物可合法使用，做為治療焦慮問題或其他情緒障礙的處方藥，或者它們可作為非法藥物購買。有問題的飲者使用苯二氮䓬類藥物後，會加強對酒精的渴望和增加酒精攝取量的可能。治療苯二氮䓬依賴時要小心減少劑量，以避免產生苯二氮䓬類藥物戒斷症候群和其他健康後果。在酗酒者中會常見到對其他鎮靜催眠藥如唑吡坦和佐匹克隆，以及鴉片類藥物和非法藥物產生依賴的情況。酒精本身即為鎮靜催眠藥，並會與其他鎮靜催眠藥如巴比妥類藥物、苯二氮䓬類、和類苯二氮䓬類藥物發生交叉耐受作用。對鎮靜催眠藥的依賴和戒斷症狀，在醫學上屬於嚴重狀況，會與酒精戒斷症狀一樣，如果處理不當，有精神症或癲癇發作的風險。

## 流行病學

WHO資料，每10萬人因為各種原因而導致的失能調整生命年（2012年）.
234–806
814–1,501
1,551–2,585
2,838
2,898–3,935
3,953–5,069
5,168
5,173–5,802
5,861–8,838
9,122–25,165

平均每人酒精消耗量（2016年）。

WHO估計，截至2016年，全球有3.8億人有酗酒（佔15歲以上人口的5.1%）問題。物質使用疾患是許多國家面臨的重大公共衛生問題。“導致患者接受治療的物質中，最常見的就是酒精。”在英國，“有酒精依賴症狀者”的人數在2001年估計超過280萬。大約有12%的美國成年人在他們一生中的某個時候有過酒精依賴問題。在美國和西歐，10%到 20%的男性，和5%到10%的女性在他們生命中的某個階段會達到酗酒的程度。愛沙尼亞在2015年有歐洲最高的與酒精有關的死亡率，每10萬人中佔8.8人。在美國，入院的人中有30%與酒精相關的問題有關聯。
醫學和科學界有廣泛的共識，把酗酒視為一種疾病狀態。例如，美國醫學會把酒精視為一種藥物，並指出“藥物成癮是一種慢性、復發性的腦部疾病，其特徵是強迫性地尋求和使用藥物，不計隨之而來的毀滅性後果。這是種生物脆弱性、環境暴露、和發育因素（例如，大腦成熟階段）之間複雜的交互運作結果。”以往男性中的酗酒患病率較高，但近幾十年來，女性酗酒者的比例有所增加。目前的證據顯示，無論男性或是女性，酗酒問題有50%到60%是由基因所決定，剩下的40%到50%則是環境的影響。大多數酗酒者是從青春期或青年時期開始發展這種行為。

## 預後

因酒精使用疾患，所導致每百萬人中死亡人數（2012年）
0–0
1–3
4–6
7–13
14–20
21–37
38–52
53–255

酗酒通常會把人的預期壽命縮短十年左右。最常見的酗酒者死亡原因是心血管併發症。長期酗酒者的自殺率很高，飲酒史越長，自殺率就會越高。大約有3-15%的酗酒者會自殺，研究發現，超過50%的自殺與酒精或藥物依賴有關。這被認為是由於酒精導致大腦化學的生理變化以及社會孤立。在青少年酗酒者中自殺也很常見，25%的青少年自殺與酗酒有關。成為酒精依賴者一年後，有人維持低危飲酒的標準，但只有25.5%的人接受治療。這個群組可細分為：25%的人仍有酒精依賴問題、27.3%的人處於部分緩解（仍有某些症存在）、11.8%的無症狀飲酒者（飲酒會把復發機會拉高）、和35.9%的完全康復（包含17.7%的低風險飲酒者和18.2%的戒酒者）。 相較之下，針對兩組酗酒男性的長期（60年）隨訪結果顯示，“回復到有節制的飲酒很少能持續超過十年，或者就是復發，或者就演變成完全戒酒。”還有“如同短期研究報告，想回復到有節制的飲酒，其可能性通常是海市蜃樓，不易達成。”。

## 歷史

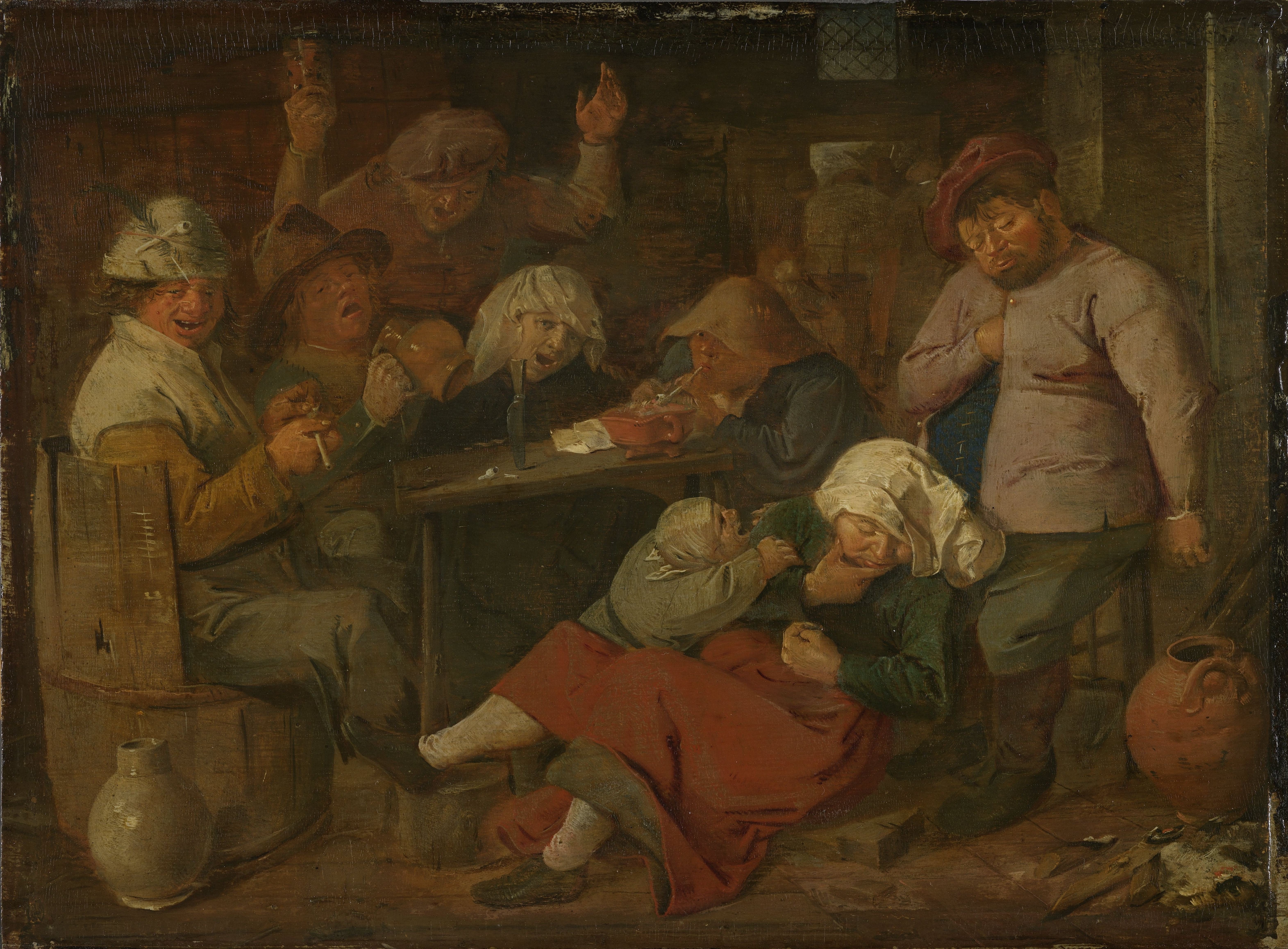
17世紀歐洲畫家阿德里安·布勞威爾1620年代作品“酒館中的酒醉粗人”

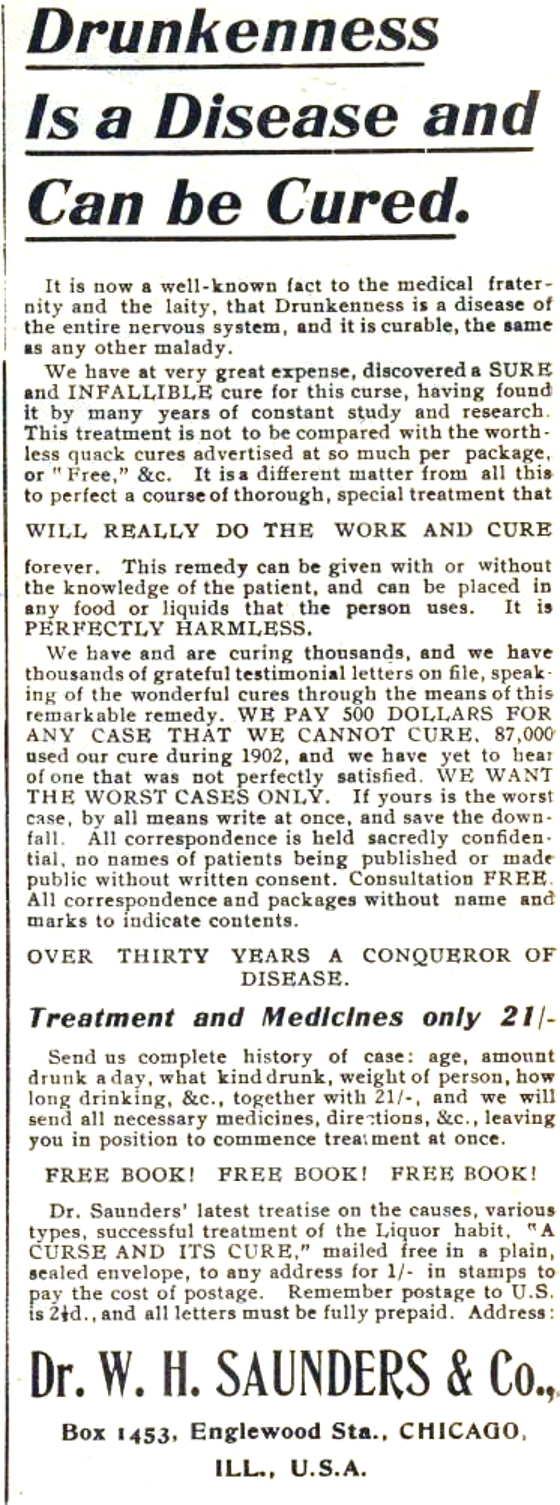
1904年報紙廣告，把酗酒描述為一種疾病，但可治愈。

歷史上“間發性酒狂”這個名詞是由德國醫生克里斯托夫·威廉·胡費蘭在1819年所創，之後被“酗酒”取代。1849年，瑞典醫生馬格努斯·胡斯首次使用“Alcoholisn酗酒”這個字來描述酒精的系統性負面作用。在有文字記載的歷史中，酒精有著悠久的使用和濫用歷史。聖經、古埃及、和巴比倫都記錄有酒精濫用和依賴的歷史。在一些古老文化，酒精受到崇拜，而在另些古老文化，酒精濫用受到譴責。甚至在數千年前，過度飲酒和酒精中毒就被認為是產生社會問題的原因。然而直到18世紀，習慣性醉酒的定義及其不良後果才在醫學上得到確立。1647年，一位名叫Agapios的希臘僧侶率先把長期酒精濫用與神經系統和身體毒性的關聯，而導致某些疾病，如癲癇發作、癱瘓、和內出血的發生，留下記錄。在1910和1920年代，因為酒精濫用和長期醉酒的負面影響促使人們加入禁酒運動，並導致許多西方國家開始禁酒，禁止國內酒類生產、進口、運輸、和銷售酒精飲料，一直維持到1920年代末或1930年代初；這些禁酒政策造成因肝硬化和酗酒的死亡率下降。在2005年的估計，美國因為酒精依賴和濫用，每年的經濟損失高達約2,200億美元，比癌症和肥胖症所造成的還要高。

## 社會與文化
與長期飲酒而造成的健康問題通常被認為是對社會有害，例如，因工作時間損失而導致的工資收入減少、因長期飲酒造成的醉酒傷害和器官損傷而產生的醫療費用、還有二次治療成本(例如康復中心費用和酒精解毒中心的成本)。飲酒是導致頭部外傷、機動車禍受傷(27%)、暴力(18%)、自殺(18%) 、以及癲癇(13%) 的主要因素。除飲酒產生的經濟成本外，酗酒者本身及其家人和朋友也面臨巨大的社會成本。例如，孕婦飲酒會導致無法治癒的病症，稱為胎兒酒精症候群，這種情況通常會導出生者的致認知缺陷、心理健康問題、無法獨立生活和犯罪行為風險增加的後果，而可能會給父母和照顧者帶來情緒壓力。WHO收集的資料顯示，酒精濫用的經濟成本的估計佔一國GDP的1%到6%。一位澳大利亞研究人員人估計，酒精產生的社會成本佔所有藥物濫用成本的24%；一項類似的加拿大研究的結論，酒精在此的佔比則高達41%。英國有項研究把2001年一切與酒精濫用有關的損失量化，金額為185-200億英鎊。對於美國，2006年發生的同類經濟成本估計為2,235億美元。
“觸及谷底”（感到極度無助與困頓）的概念是指由於酒精濫用而導致的心理壓力體驗。這個概念沒單一的定義，人們可能會由於失業、關係破裂、健康問題、法律問題、或是濫用酒精的其他後果來界定自己谷底。這個概念是由12步項目復原小組和研究人員使用行為改變的跨理論模型所推廣，用來鼓勵行為改變。這個俚語在1965年首次出現正式的醫學文獻《英國醫學期刊》的一篇文獻綜述中，描述有人直到“觸底”才願接受治療，但這種治療通常能發揮作用的是對那些“有朋友和家人支持的酒精成癮者”，而無法對那些貧困和無家可歸的患者發揮作用。
酗酒者的刻板印象經常出現在小說和流行文化中。“酒館醉漢”是西方流行文化中的定型角色。醉酒的刻板印象可能出於種族主義或是仇外心理，就像虛構中的愛爾蘭人都是酒鬼一樣。社會心理學家Richard Stivers和美國天主教神父，社會學家安德魯·格里利的研究把人們對於美國愛爾蘭人大量飲酒的普遍看法留下記錄。許多歐洲、美國、和澳大利亞的飲酒文化大致相似。在國內生產總值（GDP）較高的亞洲國家，與其他亞洲國家相比，會涉入較多的酒精消費，但遠不及如美國等其他國家。但某些GDP非常低的國家卻有很高的酒精消費量。
在對加拿大的韓國移民進行的研究，報告中提起酒精甚至是他們用餐時不可或缺者，並且用餐時是唯一可單獨飲酒的場合。韓國移民還認為酒精在所有社交活動中都有必要，因為酒精有助於展開對話。
白種人的禁酒率（11.8%）以及發生酒精臉紅反應（3.4±2.45份）的耐受性與中國人（分別為 33.4% 和 2.2±1.78份）相比，要高得多。此外，文化間的融合越多，採用白種人的飲酒方式的機會就越大。

## 外部連結
- 中的“Alcohol”